# Guerre de Pérouse
La guerre de Pérouse (conflit aussi appelé guerre civile fulvienne) est une guerre civile qui se déroule en 41 et 40 av. J.-C. Elle oppose l’épouse de Marc Antoine, Fulvie, et son frère, Lucius Antonius, à son ennemi politique, Octavien, et aux généraux de celui-ci, Quintus Salvidienus Rufus et Marcus Vipsanius Agrippa.

## Origines du conflit
À la suite de l'établissement du second triumvirat, Marc Antoine quitte l’Italie pour l'Égypte, et Octavien se retrouve à la tête de l’Italie avec pour mission d'assigner des terres aux vétérans des guerres civiles. Cette mission est délicate et il se retrouve rapidement avec une partie de la noblesse contre lui. De son côté, Fulvie désire fortement que son mari gouverne seul Rome au lieu de partager le pouvoir avec Lépide et Octavien. Aidée du jeune frère d'Antoine, Lucius Antonius, alors consul, elle encourage la colère des sénateurs et de tous les Italiens indisposés par les distributions de terres faites aux vétérans,,.
Octavien doit alors abandonner au consul Lucius Antonius la charge de distribuer des terres aux vétérans. Mais les deux hommes ne s'entendent pas et se menacent l'un l'autre. Malgré plusieurs médiations, notamment voulues par leurs propres soldats, qui souhaitent que les distributions soient effectuées, le conflit éclate entre les deux hommes,,,.

## Déroulement de la guerre

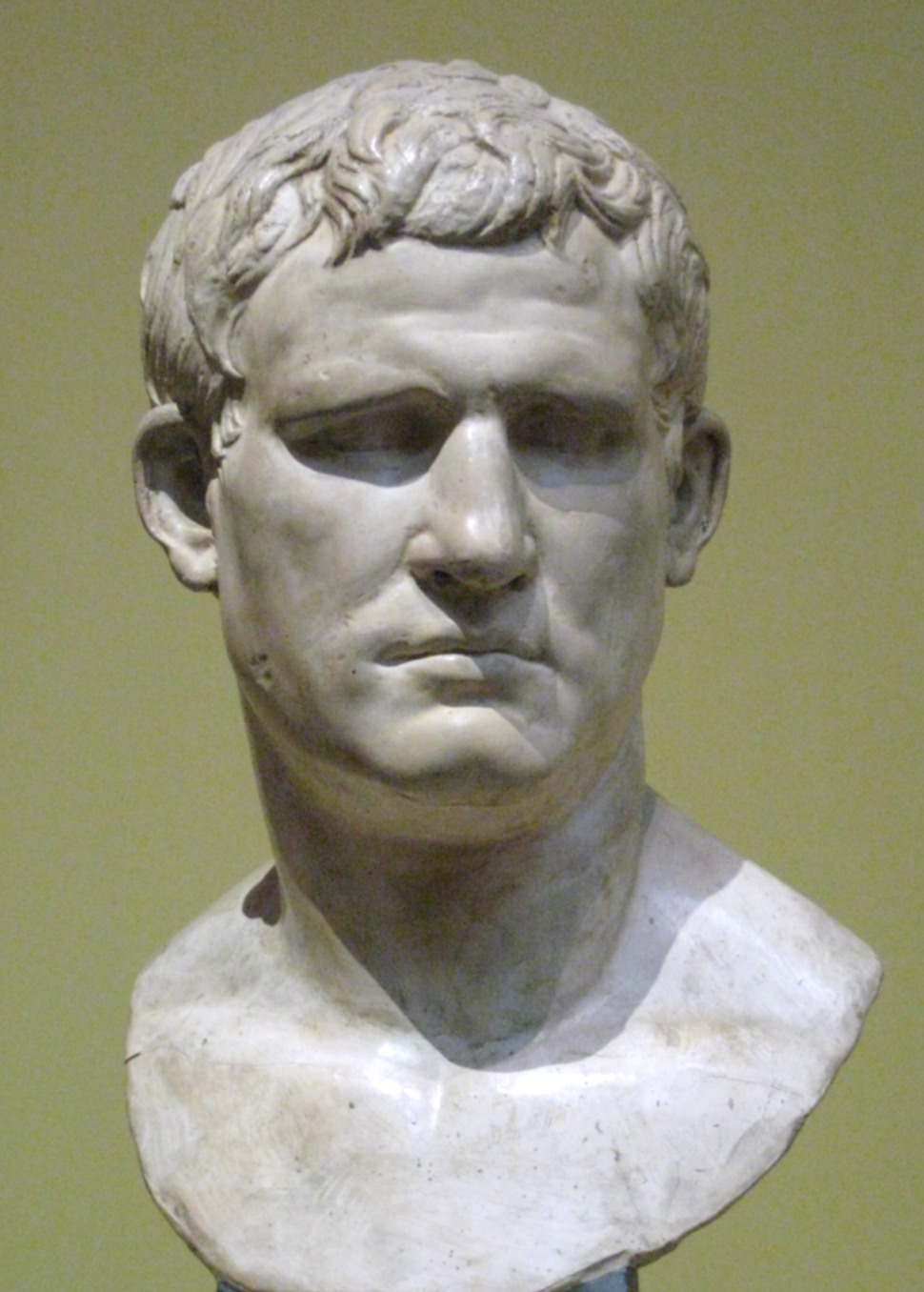
Marcus Vipsanius Agrippa

Octavien laisse Rome à Lépide avec trois légions et se rend à Alba Fucens où il tente en vain de rallier deux légions mutinées de Lucius Antonius, puis essuie un nouvel échec devant Nursia, en Sabine. Il rappelle alors Salvidienus, son général en chef, en route pour l'Hispanie avec six légions et déjà de l'autre côté des Alpes. Ce dernier se hâte de faire demi-tour à l'appel d'Octavien, qui assiège désormais Sentinum, dans les Apennins, pour couper la route aux vétérans levés en Ombrie et dans le Picenum par Lucius Antonius, lequel riposte en chassant Lépide de Rome et en s'emparant de la Ville. Il est acclamé par le peuple et le Sénat, puis prend la route du Nord pour s'assurer l'appui des légions des provinces gauloises,,.
En Gaule cisalpine, Caius Asinius Pollio a sous son commandement sept légions, et peut empêcher Salvidienus de rejoindre la Gaule cisalpine. D'autres partisans d'Antoine sont gouverneurs des provinces transalpines, Publius Ventidius Bassus et Quintus Fufius Calenus, avec un grand nombre de légions, et peuvent fondre sur Salvidienus avant qu’il ne franchisse les Alpes. Dans le Sud de l'Italie, Lucius Munatius Plancus lève des légions qu’il conduit à Spolète sur demande de Fulvie et Tiberius Claudius Nero soulève la Campanie contre Octavien,,,,.
Ce dernier, alors en très mauvaise posture, reprend Rome après le départ de Lucius Antonius. Grâce à la passivité des gouverneurs des Gaules, qui n'ont reçu aucune instruction de Marc Antoine, alors en Égypte, et qui se détestent entre eux, Salvidienus rejoint l’Italie sans heurts et prend la tête du siège de Sentinum, où il retrouve les deux triumvirs, Octavien et Lépide. Un autre lieutenant d'Octavien, Marcus Vipsanius Agrippa, lève trois ou quatre légions de vétérans en Étrurie,,,.
Salvidienus ne tarde pas à s'emparer de Sentinum, qu'il fait raser, avant de faire capituler Nursia. De son côté, Agrippa s'empare de Sutrium, qui occupe une position stratégique sur la via Cassia au nord de Rome, soulageant ainsi Salvidienus qui risquait d'être encerclé,.
Les deux hommes forcent alors Lucius Antonius à s'enfermer dans Pérouse. Octavien, à l'instar de Jules César autour d'Alésia, fait édifier un solide réseau de fortifications autour de la ville, pour à la fois empêcher toute sortie et décourager les attaques des lieutenants d'Antoine,,.
Ventidius Bassus, Asinius Pollio et Munatius Plancus ont treize légions sous leurs ordres, mais ne réussissent pas à briser le siège, se heurtant à Salviedinus et Agrippa, qui leur infligent de cuisantes défaites. Les trois généraux abandonnent Lucius Antonius à son sort et se replient, ayant de grandes difficultés à s'entendre entre eux et faisant face au mécontentement de leurs soldats, dont les intérêts sont que la politique de distribution de terres menée par Octavien se poursuive,.

## Fin du conflit et conséquences
Ce conflit s'achève avec la prise de la ville en février 40 av. J.-C., après une concertation entre les deux principaux protagonistes. Les habitants de la ville sont massacrés, ainsi que les sénateurs et chevaliers qui avaient pris le parti de Lucius Antonius et présents sur place, mais pas les soldats. Les vies de Fulvie et de Lucius sont aussi épargnées, mais ce dernier est envoyé gouverner une province espagnole, et Fulvie exilée à Sicyone et est obligée de divorcer d'Antoine,,,,.
La chute de Pérouse ne met pas fin à l'agitation en Italie. Plusieurs villes dans les Apennins continuent à résister. Munatius Plancus reste un temps à Spolète avant de rejoindre Antoine en Grèce. Agrippa parvient à retourner deux légions laissées par Plancus. En Campanie, Tiberius Claudius Nero est toujours en rébellion,,,,.
Octavien rentre à Rome glorieux à la suite de sa victoire, et devra bientôt faire face à l'arrivée de Marc Antoine (qui était en Égypte durant tout le conflit) en Italie en août 40 av. J.-C. Depuis quelques semaines, Sextus Pompée ravage les côtes italiennes, mettant en péril la situation d'Octavien, alors en Gaule. Agrippa, responsable de Rome et de l’Italie, repousse Pompée, reprend quelques villes qui se sont soulevées pour Antoine et fait partie des intermédiaires qui parviendront à la paix entre Antoine et Octavien. Salvidienus, sur le point de trahir Octavien pour Antoine, est arrêté et condamné. Les triumvirs s'entendent à nouveau sur leurs compétences respectives.
La victoire contre Sextus Pompée en 36 av. J.-C. permet à Octavien de devenir maître de l'Occident, écartant alors Lépide du pouvoir, puis la nouvelle victoire navale d'Agrippa contre Marc Antoine à Actium en 31 av. J.-C. lui donne l'Empire, devenant Auguste en 27 av. J.-C.